# Eugenia asperifolia
Eugenia asperifolia är en myrtenväxtart som beskrevs av Otto Karl Berg. Eugenia asperifolia ingår i släktet Eugenia och familjen myrtenväxter.
Artens utbredningsområde är Kuba. Inga underarter finns listade i Catalogue of Life.